# Automotrice FS ALe 803

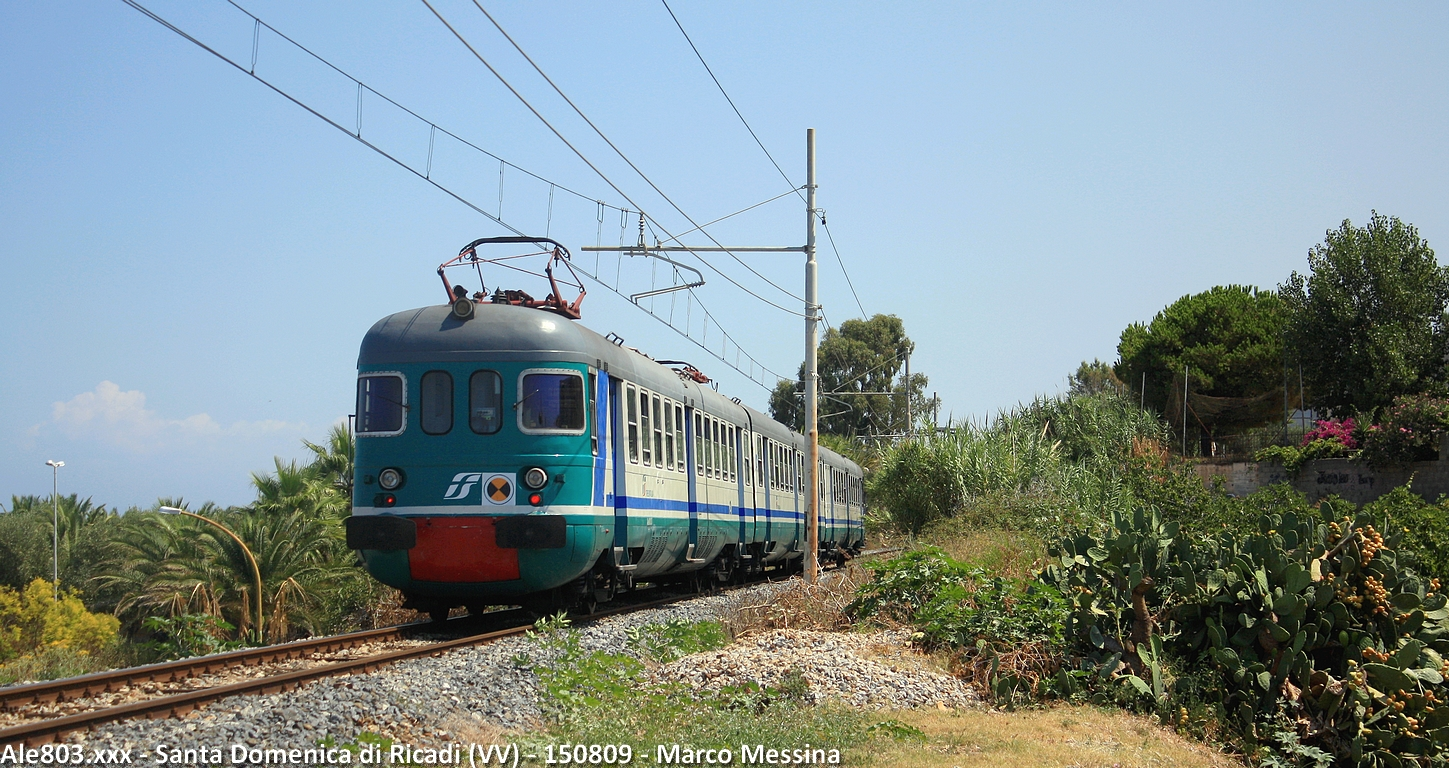
ALe 803 in livrea XMPR

Le Automotrici ALe 803 sono una famiglia di rotabili ferroviari leggeri delle Ferrovie dello Stato a corrente continua costituite tra il 1961 ed il 1973, formate da tre elementi in composizione bloccata, entrate in servizio all'inizio degli anni sessanta e destinate al traffico suburbano e pendolare.

## Storia
Il progetto dell'ALe 803 nacque nel 1957 per sopperire all'urgenza di potenziamento del servizio pendolare e vicinale attorno alle grandi aree metropolitane e venne sviluppato sulla base di quello delle ALe 601. L'ordinazione venne passata all'industria ferroviaria due anni dopo, nel 1959, prevedendo la costruzione di un lotto di 35 treni composti di motrice, carrozza intermedia e rimorchiata semipilota permanentemente accoppiate a costituire un elettrotreno vero e proprio. Le commesse vennero ripartite tra Officine di Savigliano (9 treni), Officine Meccaniche della Stanga, (9 treni) e Aerfer (in seguito Sofer) per 17 elettrotreni. Le consegne, iniziate nel 1961, si conclusero nel 1963. La costruzione venne differenziata nel tipo di accoppiamento in quanto le unità da 001 a 020 ebbero normali respingenti e ganci di trazione mentre le unità da 021 a 035, destinate al servizio metropolitano di Napoli, furono dotate di gancio automatico integrato.
Nel 1970 venne ordinato un ulteriore lotto di 18 elettrotreni che vennero costruiti sulla base dello stesso progetto ma con frontali dotati di finestrini di sicurezza più piccoli. Ebbero anche la frenatura elettrica ma per motivi di economia utilizzarono motori e carrelli dismessi provenienti dagli ETR 220 e ETR 300 (ai quali erano stati sostituiti con altrettanti nuovi gruppi in seguito al loro potenziamento). Un'ulteriore differenza, rispetto alla prima serie, fu la decisione di costruirne 8 a quattro elementi. Le unità dotate dei gruppi motori e dei carrelli dismessi accusarono tuttavia vari inconvenienti che portarono alla disattivazione della frenatura elettrica e, entro gli anni settanta, alla sostituzione dei carrelli con quelli delle nuove ALe 801, derivate anch'esse dallo stesso progetto nel 1973.
A partire dal 1982 i treni di 1ª serie iniziarono ad essere modificati nei frontali mediante sostituzione degli originali parabrezza ampi con quelli corazzati, più piccoli, della seconda serie.

## Modelli derivati per le ferrovie in concessione
Sulla base delle ALe 803 FS furono realizzati nel biennio 1977-1978 sette convogli, composti da una motrice e da una rimorchiata, per la SEPSA.